# Cartes de Cató
Cartes de Cató (Cato's Letters) foren uns assaigs dels escriptors britànics John Trenchard i Thomas Gordon, publicats des del 1720 fins al 1723 amb el pseudònim de Cató (95-46 abans de la nostra era), l'enemic implacable de Juli Cèsar i un famós i tenaç defensor dels principis republicans. Les Cartes són considerades una obra fonamental en la tradició dels Commonwealth men (grup de reformistes protestants i republicans britànics). Els 144 assaigs es publicaren en el London Journal, després en el British Journal. Aquests assaigs periodístics condemnaven la tirania i promocionaven els principis de llibertat de consciència i llibertat d'expressió, i foren el vehicle principal per a la difusió dels conceptes que havia desenvolupat John Locke.
Les Cartes van ser recollides i impreses com a Assaigs sobre la llibertat, civil i religiosa. Una mesura de la seua influència està testificada per sis edicions impreses el 1755. Una generació més tard els seus arguments influïren en els ideals de la Guerra de la Independència dels Estats Units d'Amèrica, i es calcula que la meitat de les biblioteques privades de les colònies americanes contenia volums enquadernats de les Cartes de Cató als seus prestatges.
"Cató", més tard, fou un pseudònim en una sèrie de cartes al Nova York Journal entre el 1787 i el 1788, que s'oposaven als punts de vista de James Madison, i instant en contra de la ratificació de la Constitució dels Estats Units. Molts historiadors atribueixen aquestes cartes a George Clinton, tot i que la seua autoria no ha estat demostrada. Aquestes cartes no tenen relació amb les cartes de Trenchard i Gordon.
L'Institut Cato, de Washington DC, un institut fundat per Edward H. Crane el 1977, pren el nom de les Cartes de Cató.